# Hiếu Chương Hoàng hậu
Hiếu Chương Hoàng hậu (chữ Hán: 孝章皇后, 952 - 995), còn gọi Khai Bảo Hoàng hậu (開寶皇后), là Hoàng hậu thứ 2 tại vị và là Chính thất thứ 3 của Tống Thái Tổ Triệu Khuông Dẫn.

## Tiểu sử
Hiếu Chương Hoàng hậu Tống thị, nguyên quán ở Lạc Dương, Hà Nam, con gái trưởng của Tống Ác (宋偓), người khi ấy đang là Tả vệ Thượng tướng quân (左衛上將軍), đồng thời là Tiết độ sứ của Trung Vũ Quân (忠武軍). Tống Ác có mẹ là Nghĩa Ninh Công chúa (義寧公主) - con gái của Hậu Đường Trang Tông. Mẹ sinh Tống thị là Lưu thị, tức Vĩnh Ninh Công chúa (永甯公主) của Hậu Hán, con gái của Hậu Hán Cao Tổ Lưu Tri Viễn. Có thể thấy Tống hậu gia thế hiển hách, được giáo dục tốt từ nhỏ, trở nên cao quý về nhan sắc, khí phách cũng như lời ăn tiếng nói, ngoài ra còn thông tuệ chữ nghĩa, đọc nhiều sách.
Từ nhỏ, Tống thị đã ra vào cung điện nên cũng tuân thủ nhiều lễ nghi cung đình từ rất sớm. Lúc Tống Ác nhận làm Hóa Châu Tiết độ sứ, Tống thị cùng mẹ về trấn phủ. Xuất thân hiển hách, gia tộc họ Tống của Hiếu Chương Hoàng hậu sau được xem là [Tam triều quốc thích; 三朝國戚]; được tán dương rằng: Cận đại quý thịnh; Tiên hữu kì bỉ (近代貴盛，鮮有其比).

## Hoàng hậu nhà Tống
Năm Càn Đức thứ 5 (967), Tống thị cùng mẹ dạo chơi tiết Trường Xuân, gặp Tống Thái Tổ Triệu Khuông Dẫn nghe tiếng mỹ mạo xuất chúng mà đem lòng cảm phục, muốn cưới làm vợ kế. Lúc đó Hiếu Minh Vương Hoàng hậu đã qua đời, trong cung không có chủ. Tháng 2 năm sau (968), Tống thị được cưới làm Hoàng hậu, lúc đó bà chỉ mới 17 tuổi.
Tống Hoàng hậu so với Tống Thái Tổ nhỏ hơn tới 25 tuổi, nhưng trong cung vợ chồng luôn hòa thuận. Bà nổi tiếng nhan sắc kiều diễm, vẻ ngoài ôn nhu, tuân thủ lễ giáo rất tốt do được thừa hưởng nền giáo dục Hoàng gia từ nhỏ. Đương trong Tống sử thuật lại rằng, mỗi khi Thái Tổ bái triều, Hoàng hậu đã chuẩn bị sẵn ngự soạn chờ ông đến, tình cảm phu thê ["Tương kính như tân"; 相敬如賓]. Hoàng trưởng tử Triệu Đức Chiêu gần bằng tuổi với Tống hậu, do thân phận Kế mẫu mà khiến bà thường giữ cự li với Đức Chiêu.
Năm Khai Bảo thứ 9 (976), Tống Thái Tổ mất, em trai ông là Triệu Khuông Nghĩa lên kế vị. Tống hậu do thân là Hoàng tẩu, không thể tôn làm Hoàng thái hậu, nên được thụ phong làm Khai Bảo Hoàng hậu (開寶皇后), vào ở Tây Cung. Đến năm Ung Hi thứ 4 (987), lại chuyển về Đông cung.

## Băng thệ
Chí Đạo nguyên niên (995), tháng 4, Hoàng hậu Tống thị qua đời, khi 43 tuổi.
Thái Tông Triệu Khuông Nghĩa không công nhận Tống thị là Hoàng hậu, không cho cử hành tang lễ theo đúng chuẩn của Hoàng hậu, mà đưa bài vị về phủ đệ của Yến Quốc Thái Trưởng Công chúa, em gái của Tống Thái Tổ, chỉ an táng theo nghi lễ nhà Phật, không cho hợp táng cùng Thái Tổ, không bày bài vị ở Thái miếu. Việc làm này của Thái Tông bị các sử gia quở trách rất nhiều, cho rằng vô tình bạc nghĩa, không tuân thủ lễ nghi đúng quy định. Như Hàn Lâm Học sĩ Vương Vũ Xưng (王禹偁) đã thẳng thắn chỉ trích: "Tống Hoàng hậu đăng vị mẫu nghi thiên hạ, đúng lý nên dùng lệ cũ", sau họ Vương bị biếm đến Trừ Châu.
Năm Chí Đạo thứ 3 (997), bà không được hợp táng cùng Tống Thái Tổ tại Vĩnh Xương lăng (永昌陵), mà táng một mộ riêng tại phía Bắc của Vĩnh Xương lăng, thần chủ ở một biệt miếu, không phụng ở cùng Thái miếu. Vào đời Tống Thần Tông, bà mới được phụ thờ ở Thái miếu.
Sử gia hậu thế Lý Chí (李贄) rất chỉ trích hành động của Tống Thái Tông, cho rằng việc làm bạc tình bạc nghĩa này của ông có dính dáng đến việc Tống Thái Tông bị hoài nghi giết chết anh ruột Tống Thái Tổ cướp ngôi, gọi là [Chúc ảnh phủ thanh; 燭影斧聲].